# کاکتوس‌های پوشیده‌گل
کلیستوکاکتوس(نام علمی: Cleistocactus) نام یک سرده از تیره کاکتوس است.

## نگارخانه

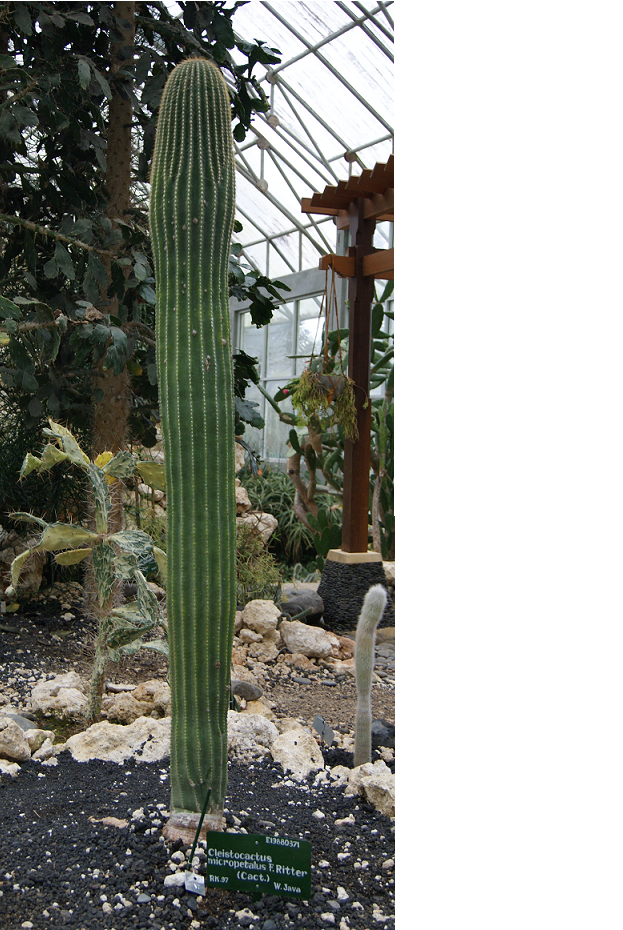